# الست سفلي
الست سفلي (بالفارسية: الست سفلی) هي مستوطنة تقع في قسم صفي آباد الريفي (مقاطعة إسفراين) في إيران. يقدر عدد سكانها بـ 399 نسمة بحسب إحصاء 2016.